# Partito Democratico Liberale (Romania)
Il Partito Democratico Liberale (in rumeno: Partidul Democrat-Liberal, PDL) è stato un partito politico romeno di centro-destra, fondato nel 2007 dalla confluenza di Partito Democratico, di ispirazione centrista e Partito Liberale Democratico, di matrice liberalconservatrice.
Membro del Partito Popolare Europeo, fu il partito che, vittorioso alle elezioni parlamentari del 2008, guidò la maggioranza di governo tra il 2008 e il 2012 con tre diversi gabinetti, due con a capo il leader del partito Emil Boc e uno presieduto dall'indipendente Mihai Răzvan Ungureanu.
Il partito fu a lungo legato al presidente della repubblica Traian Băsescu, tanto da essere considerato da alcuni analisti un "partito presidenziale" e suo personale mezzo d'espressione politica. Il PDL ne sostenne la rielezione a capo di Stato nel 2009 e ne prese le difese nel 2012 in occasione del referendum organizzato da varie forze parlamentari per la sua destituzione.
L'acuirsi della crisi economica nel paese nei primi anni 2010 contribuì alla crescita di tensioni istituzionali e politiche, cui le mancate risposte da parte del governo in mano al PDL nel 2012 portarono all'assunzione della presidenza del gruppo da parte di Vasile Blaga e, successivamente, alla sconfitta alle elezioni parlamentari, che relegarono il partito all'opposizione.
Nel 2014 ne fu sancita la fusione con il Partito Nazionale Liberale.

## Storia

### Origini

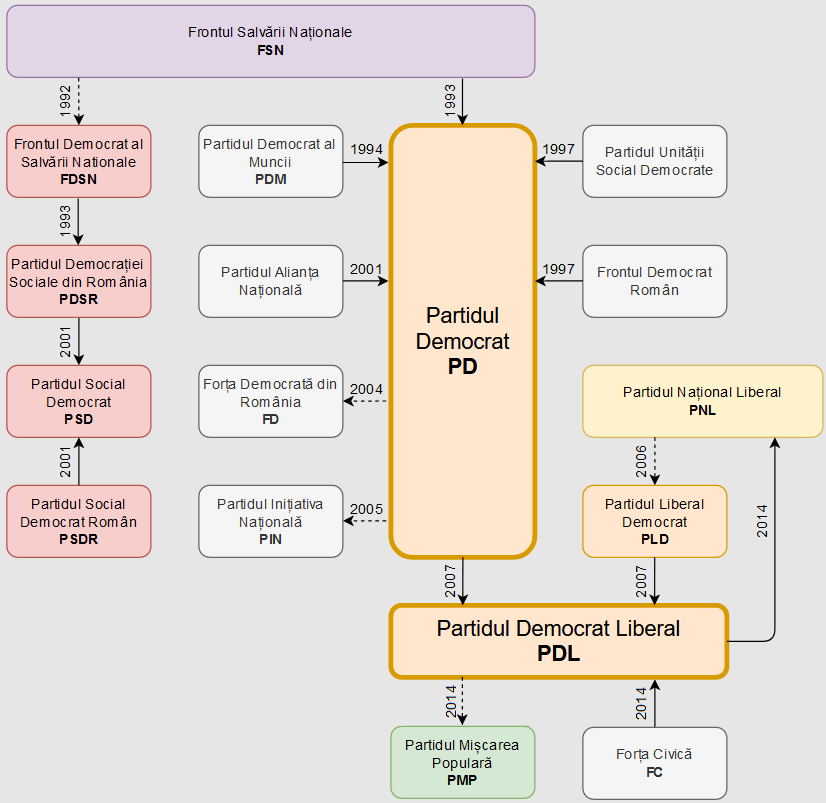
Diagramma di evoluzione delle componenti del Partito Democratico Liberale dal 1990 al 2014 in relazione a quelle di altri partiti principali. Le linee tratteggiate rappresentano le scissioni, le linee piene rappresentano le fusioni.

In seguito alle elezioni parlamentari e presidenziali del 2004 il potere fu assunto da una coalizione di centro-destra, Alleanza Giustizia e Verità (DA), composta dal Partito Democratico e dal Partito Nazionale Liberale. Da una parte il leader del PD Traian Băsescu assunse la presidenza della repubblica e, dall'altra, quello del PNL Călin Popescu Tăriceanu fu nominato a capo del governo. Contestualmente fu avviato anche il dibattito per la fusione tra i due gruppi. L'emergere di contrasti tra gli alleati, tuttavia, fece fallire il progetto, mentre i prolungati conflitti tra il capo di Stato e il primo ministro su ogni aspetto della vita politica fecero saltare la stabilità della maggioranza.
Nella primavera del 2007 Tăriceanu si assunse la responsabilità di un nuovo governo senza il PD, ma con il sostegno condizionato del Partito Social Democratico (PSD), segnando ufficialmente la fine della coalizione che aveva vinto le elezioni del 2004. Il PD sostenne Băsescu in tutte le sue iniziative di contrasto al primo ministro, traendone giovamento a livello elettorale, a discapito del PNL. I democratici vinsero le elezioni europee del 2007 e il 15 dicembre dello stesso anno decretarono la fusione con una fazione scissionista del PNL nata nel 2006, il Partito Liberale Democratico (PLD) di Theodor Stolojan e Valeriu Stoica. L'unione tra i due partiti, che già collaboravano a livello istituzionale nell'opposizione al governo Tăriceanu II, sancì la nascita del Partito Democratico Liberale (PDL).
Nelle rispettive assemblee decisionali, incaricate di approvare la fusione, si registrarono in totale solamente due voti contrari (uno nella convenzione nazionale straordinaria del PD e uno in seno al congresso straordinario del PLD) e sei astensioni (tutte nel PLD). Secondo il presidente del PD Emil Boc era stato creato il più forte partito di centro-destra della Romania.
In attesa di un congresso, che nei progetti iniziali avrebbe dovuto aver luogo dopo le elezioni del 2009, le funzioni dirigenziali del nuovo PDL vennero indicate in maniera provvisoria. Quale presidente fu nominato Emil Boc (proveniente dal PD). I ruoli di primi vicepresidenti vennero assegnati Adriean Videanu (PD) e Theodor Stolojan (PLD), quella di segretario generale a Vasile Blaga (PD) e, infine, Gheorghe Flutur (PLD) divenne segretario generale aggiunto.

### Elezioni del 2008
Partito Democratico Liberale
     Partito Social Democratico
     Unione Democratica Magiara di Romania
     Partito Nazionale Liberale
Il primo test elettorale per il PDL fu costituito dalle elezioni locali del giugno 2008. La formazione di Boc fu protagonista di un testa a testa (entrambi intorno al 28%) con il principale gruppo di centro-sinistra, il PSD di Mircea Geoană. Pur ottenendo la maggioranza dei voti il PDL conseguì meno mandati di sindaco (909), presidente di distretto (14) e consigliere locale (11.129) rispetto agli avversari, mentre fu il primo partito per numero di consiglieri distrettuali (458). Vista la sottile differenza entrambi i partiti si dichiararono vincitori delle elezioni. Dopo otto anni in cui il sindaco di Bucarest era stato un membro del PD, tuttavia, si registrò la sconfitta del candidato del PDL Vasile Blaga al ballottaggio contro l'indipendente Sorin Oprescu. Tra le altre città principali il PDL vinse già al primo turno a Cluj-Napoca (Emil Boc), Craiova (Antonie Solomon), Arad (Gheorghe Falcă) e Brașov (George Scripcaru).
Le elezioni parlamentari organizzate nell'autunno 2008, le prime a sistema misto maggioritario uninominale e proporzionale, restituirono nuovamente una situazione di parità tra i due principali partiti del paese. Trainato dalla posizione dominante e dalla dialettica del presidente Băsescu, con il 33% il partito arrivò secondo dopo il PSD, ma la ripartizione dei seggi premiò il PDL, che in più dei socialdemocratici ottenne un deputato (115 contro 114) e due senatori (51 contro 49).

### Coalizione con il PSD
Il 10 dicembre 2008 il presidente della repubblica incaricò Theodor Stolojan del ruolo di primo ministro designato. Per riuscire a costituire una maggioranza parlamentare, il PDL provò a negoziare una soluzione con il PNL per la formazione di un esecutivo di centro-destra, ma le trattative naufragarono per via del netto rifiuto dei liberali di legarsi ancora una volta ai democratici in un'alleanza di governo.
Grazie alla mediazione di Băsescu il partito riuscì a trovare un accordo con gli avversari del PSD, benché nel corso della campagna elettorale il gruppo di Geoană fosse stato il principale bersaglio delle critiche del PDL. Fino alla fine del 2007 lo statuto aveva persino previsto il divieto di collaborazione con i socialdemocratici a qualunque livello.
Il 14 dicembre 2008 PDL e PSD siglarono il «partenariato per la Romania», un protocollo di collaborazione che si basava su alcuni punti generali, come il mantenimento della flat tax sui redditi personali al 16%, lo sviluppo delle infrastrutture e la stabilizzazione dell'economia nel contesto della crisi mondiale. Il 16 dicembre Stolojan si ritirò dall'incarico, mentre Băsescu ripiegò su Emil Boc quale nuovo primo ministro. Il 22 dicembre questi riuscì ad ottenere il voto d'investitura per il suo governo, composto da dieci membri del PDL e dieci del PSD. La presidenza del senato andò al PSD, mentre quella della camera dei deputati a Roberta Anastase, rappresentante del PDL.
L'alleanza di governo si rivelò congiunturale e mise in mostra la propria debolezza sin dal principio. Alle critiche e alle divergenze iniziali, dovute ad agende politiche diverse, seguirono mesi di dispute che indebolirono la realizzazione delle misure anticrisi e del piano anticorruzione. Un ministro PDL, Monica Iacob-Ridzi, fu persino sottoposto ad un'inchiesta per appropriazione indebita e costretto alle dimissioni.

### Elezioni del 2009
Traian Băsescu
     Mircea Geoană
PDL e PSD concorsero da avversari anche alle elezioni europee del 7 giugno 2009. Il 31% dei votanti si espresse a favore del PSD (undici seggi), mentre il 30% per il PD-L (dieci seggi).
L'appuntamento elettorale più importante dell'anno, però, fu quello delle presidenziali di novembre, che fecero crescere la tensione nel governo e portarono alla rottura della maggioranza il 1º ottobre 2009, cioè quando i socialdemocratici decisero di lasciare l'esecutivo in seguito all'insanabile conflitto tra il premier e il vice primo ministro PSD Dan Nica, che aveva avanzato l'ipotesi di possibili frodi elettorali da parte del PDL. I membri del PDL assunsero la guida dei ministeri precedentemente condotti dal PSD, mentre due settimane più tardi, il 13 ottobre 2009, il governo fu battuto da una mozione di sfiducia presentata da PSD, PNL e UDMR e costretto alle dimissioni. Si trattò del primo governo nella storia della Romania post-comunista ad essere sfiduciato dal parlamento.
Rigettando le proposte dell'opposizione, che desiderava un governo tecnico con a capo Klaus Iohannis, il 15 ottobre Băsescu designò quale nuovo premier l'economista Lucian Croitoru, che il 4 novembre si presentò in parlamento per l'investitura di un governo composto da ministri PDL e indipendenti. Non riuscì, però, ad ottenere il voto di fiducia delle camere, elemento che il 6 novembre spinse il presidente della repubblica a incaricare in sua sostituzione il sindaco del settore 3 di Bucarest, Liviu Negoiță (PDL), malgrado le proteste dei partiti d'opposizione. Il suo programma e sua squadra di governo, tuttavia, non furono mai sottoposte all'approvazione del parlamento, mentre la squadra di Emil Boc mantenne le funzioni ad interim fino al mese di dicembre, dopo la celebrazione delle elezioni presidenziali, che sbloccarono la crisi politica.
Al primo turno del 22 novembre il candidato del PDL Băsescu superò quello del PSD Mircea Geoană di un solo punto percentuale, mentre al ballottaggio del 6 dicembre il distacco fu persino minore (appena 70.000 voti), differenza talmente sottile da indurre i socialdemocratici a presentare un esposto alla corte costituzionale per la ripetizione del voto a causa di presunte irregolarità.
La campagna del presidente uscente si basò su un messaggio populista, antiparlamentarista e di accusa della classe politica, considerata corrotta e inefficiente, di cui il leader del PSD era ritenuto uno dei più evidenti rappresentanti. Su tale argomento Băsescu fu anche promotore di un referendum, svoltosi nella stessa giornata del primo turno, per il passaggio ad un sistema monocamerale e per la riduzione del numero dei parlamentari a trecento. Nonostante la coalizione delle forze d'opposizione per l'elezione di Geoană e il supporto fornito dalla maggior parte dei media alla causa del presidente del PSD, Băsescu riuscì a conseguire un nuovo mandato presidenziale. Il voto della circoscrizione estero, inoltre, risultò decisivo per la rielezione del candidato del PDL.
Dopo la convalida del risultato delle elezioni, avvenuta il 14 dicembre, il 17 dicembre il capo di Stato incaricò nuovamente Emil Boc di costituire il governo. Grazie al sostegno dei regionalisti filoungheresi dell'UDMR e di una serie di parlamentari indipendenti dimessisi da PSD e PNL (che nel 2010 costituirono il partito chiamato Unione Nazionale per il Progresso della Romania), il 23 dicembre il primo ministro ricevette il voto d'investitura parlamentare per la nascita del governo Boc II. Tra gli obiettivi del nuovo programma vi erano il mantenimento della tassazione ad aliquota fissa al 16% e dell'imposta sul valore aggiunto al 19%, l'applicazione del referendum per la riforma del parlamento e l'allargamento dei diritti per le minoranze etniche. 

### Il governo Boc

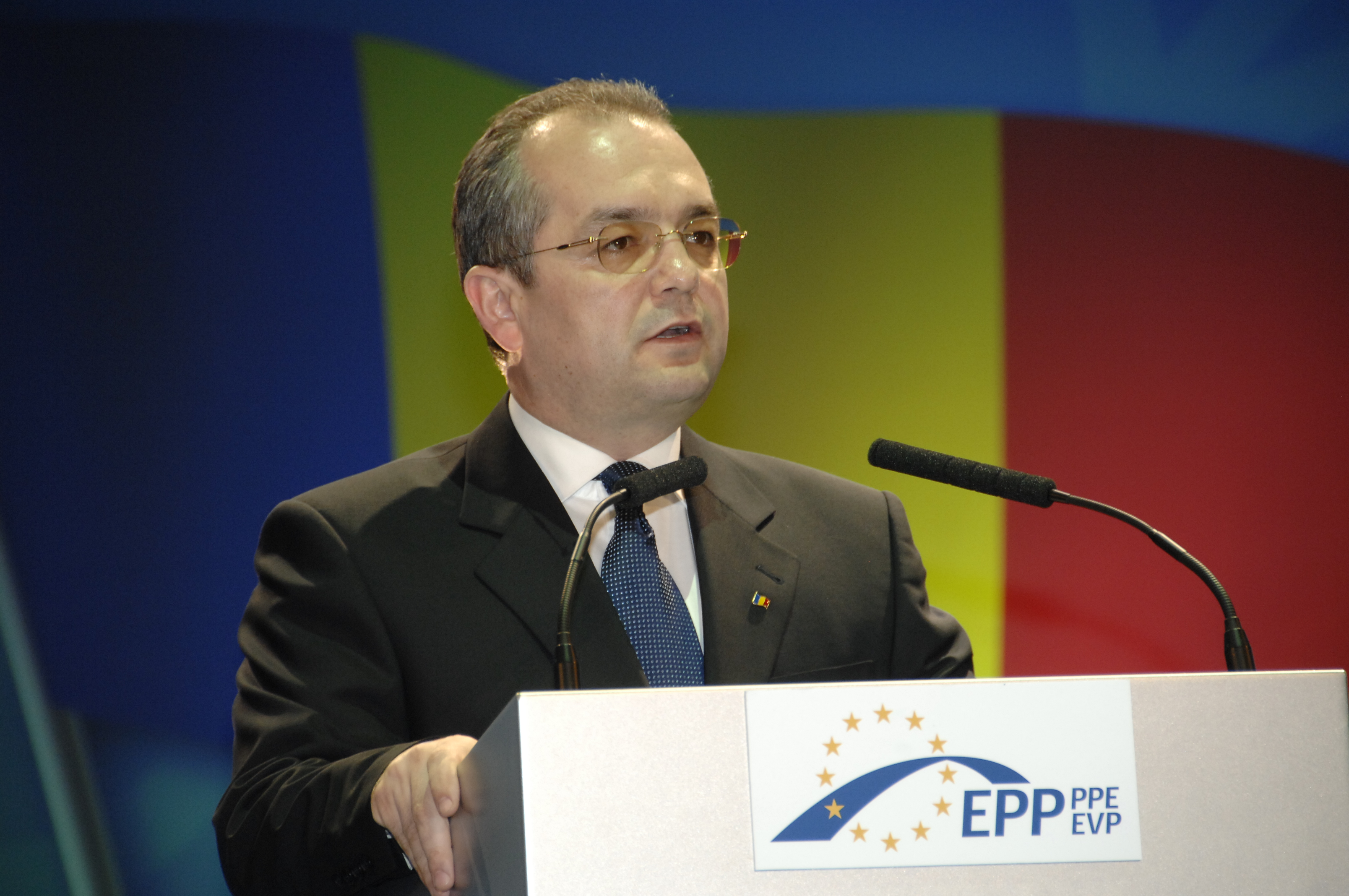
Emil Boc, rivolgendosi alla platea in occasione del XIX congresso del Partito Popolare Europeo, tenutosi a Varsavia il 29 aprile 2009.

Il governo Boc I, nato da un sottile compromesso politico, preferì posticipare azioni maggiori per contrastare l'incipiente crisi economica mondiale ed evitare, quindi, di prendere decisioni impopolari, specialmente alla luce delle vicine delle elezioni presidenziali. Al contrario, nel corso del 2009 il governo contrasse un prestito di 20 miliardi di euro con Fondo Monetario Internazionale, Banca Mondiale e Unione europea per sostenere le spese correnti ed evitare una dura politica fiscale dagli impatti maggiori sulla popolazione .
Il peggioramento dei parametri economici (contrazione del PIL del 6,6% e rapporto debito/PIL al 7,3% nel 2009), tuttavia, obbligò il governo a modifiche strutturali profonde. Il 1º gennaio 2010 entrò in vigore la legge sui salari unitari nella pubblica amministrazione, su cui il governo aveva messo la fiducia e che il 5 ottobre 2009 era stato causa di uno sciopero generale da parte dei dipendenti dello Stato. Le misure più drastiche, però, furono adottate dal governo Boc II e annunciate il 6 maggio 2010 direttamente dal presidente Băsescu, che si sostituì informalmente al primo ministro, comunicando le disposizioni del piano di austerity del paese. Questo prevedeva la diminuzione degli stipendi dei dipendenti pubblici del 25%, la riduzione dei sussidi di disoccupazione e per l'assistenza all'infanzia, tassazioni aggiuntive sulle pensioni, tagli alla spesa pubblica e il blocco delle assunzioni nel settore pubblico. Il 26 giugno 2010, alla luce di una sentenza della corte costituzionale che dichiarava parzialmente illegittima la revisione delle pensioni, il governo procedette tramite ordinanza d'urgenza all'aumento dell'imposta sul valore aggiunto dal 19 al 24%.
Le manovre del governo ebbero un effetto diretto sul calo di popolarità del partito e del presidente della repubblica e furono alla base dei movimenti di protesta che esplosero all'inizio del 2012.

### La convenzione nazionale del 2011
In pericoloso calo nei sondaggi, il partito avvertì la necessità di svincolarsi dall'azione di governo, malvista dall'elettorato. A tal proposito nel settembre 2010 fu realizzato un rimpasto che coinvolse sei ministri in area PDL e che segnò l'inizio di conflitti interni tra il capo di Stato e una parte del partito costituita da diversi membri anziani, come Vasile Blaga, Adriean Videanu e Radu Berceanu, tutti e tre allontanati dal governo nell'autunno 2010. Per invertire la tendenza negativa, nei primi mesi del 2011 la corrente fedele a Băsescu ipotizzò di chiedere le dimissioni da premier a Boc sostituirlo con un tecnico, mentre questi avrebbe conservato la presidenza del partito. Il progetto, tuttavia, fu complicato dall'annuncio di Vasile Blaga di concorrere contro Boc, che era apertamente sostenuto da Băsescu.
La convenzione nazionale del 14-15 maggio 2011 vide la vittoria di Emil Boc, che si impose con 868 voti, contro i 499 di Blaga e i 24 del terzo concorrente, l'ex ministro della cultura Theodor Paleologu. Oltre a decretare il successo della fazione vicina a Boc e Băsescu, i delegati del partito elessero l'intera struttura dirigente, tra i quali i quattro primi vicepresidenti Roberta Anastase, Teodor Baconschi, Gheorghe Flutur e Sorin Frunzăverde e il segretario generale Ioan Oltean.
In seguito alle dimissioni di Mircea Geoană, nel novembre 2011 il PDL ottenne la presidenza del senato; inizialmente ad interim con Petru Filip e, poi, con il presidente titolare Vasile Blaga, che si insediò il 28 novembre.

### Il governo Ungureanu

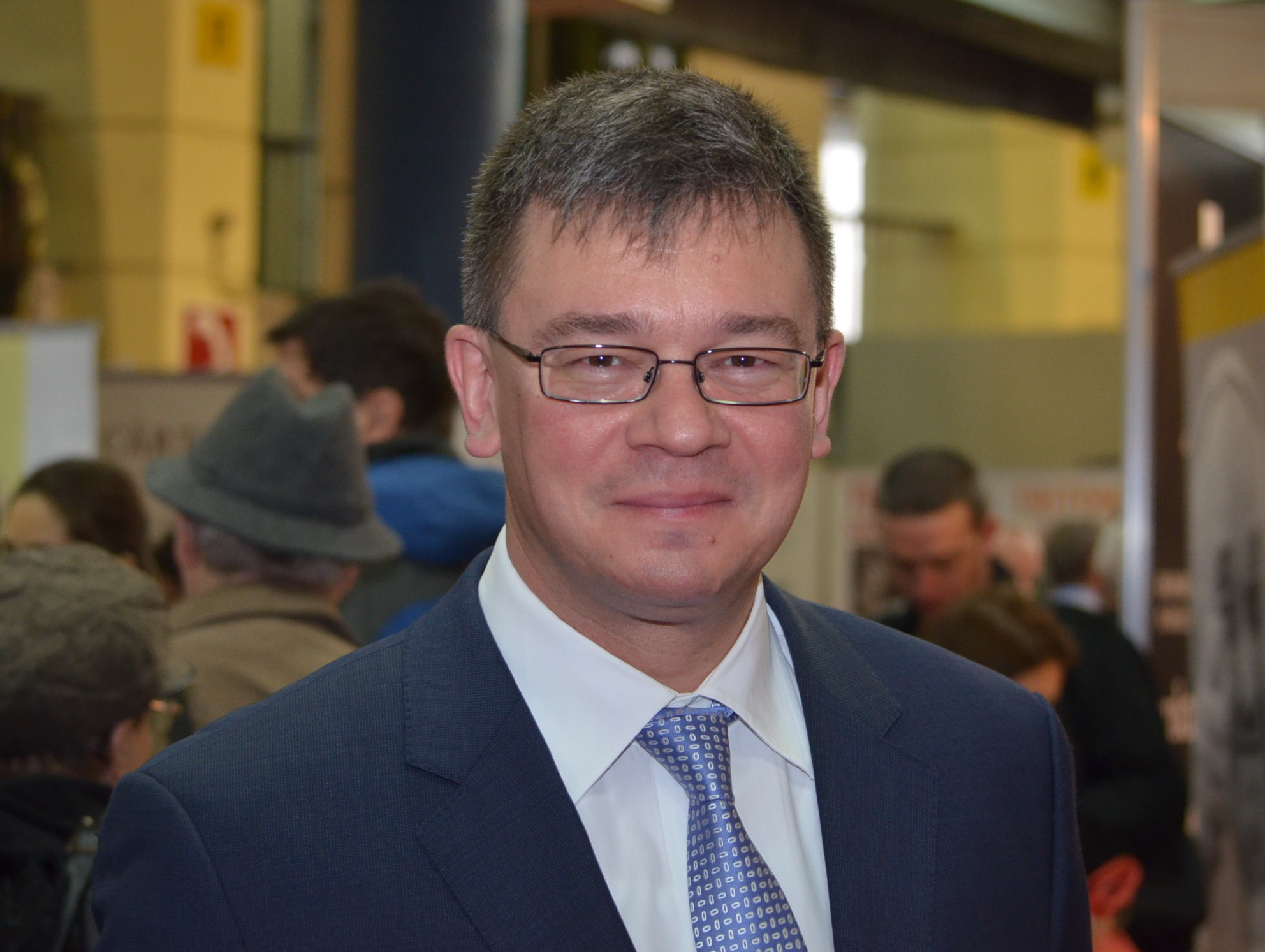
Mihai Răzvan Ungureanu, primo ministro sostenuto dal PDL in carica dal febbraio all'aprile 2012

All'inizio del 2012, in procinto di varare una riforma della sanità che avrebbe rafforzato il ruolo del settore privato, il governo fu investito da una serie di proteste che ebbero inizio il 12 gennaio, in conseguenza della destituzione del sottosegretario alla salute Raed Arafat, che era contrario al progetto. Canalizzando il malcontento generale della popolazione, l'evento funse da scintilla per le più ampie manifestazioni antigovernative dalla rivoluzione del 1989. Il 6 febbraio 2012, al fine di evitare ulteriori escalation che avrebbero messo a rischio l'ordine pubblico, il primo ministro Boc rassegnò le proprie dimissioni.
Dopo una breve delega ad interim a Cătălin Predoiu, il presidente della repubblica designò quale nuovo primo ministro una figura indipendente, il direttore del SRI Mihai Răzvan Ungureanu, che il 9 febbraio 2012 riuscì a costituire un proprio gabinetto sostenuto dalla stessa maggioranza che aveva consentito la formazione del governo Boc II. Il nuovo premier, nominato soprattutto per traghettare il paese a nuove elezioni previste per la fine dell'anno, non riuscì ad invertire la rotta e meno di tre mesi dopo, il 27 aprile, fu battuto da una mozione di sfiducia, che lo costrinse alle dimissioni. Venuta meno la possibilità di costruire una nuova maggioranza parlamentare guidata dal PDL, il capo di Stato incaricò di formare un nuovo governo Victor Ponta, leader del PSD, nonché dell'ampia coalizione antigovernativa Unione Social-Liberale (USL), che riuniva i principali partiti d'opposizione.
In tale periodo numerosi membri del PDL abbandonarono la formazione di Boc, legandosi ad altri partiti. L'esempio più evidente fu quello del primo vicepresidente Sorin Frunzăverde, che il 27 marzo annunciò il suo addio e l'iscrizione al PNL. Tra gli altri, tra i mesi di marzo e aprile lasciarono il PDL anche il senatore Petru Filip e il sindaco di Slatina Darius Vâlcov, che passarono al PSD.

### Vasile Blaga alla presidenza

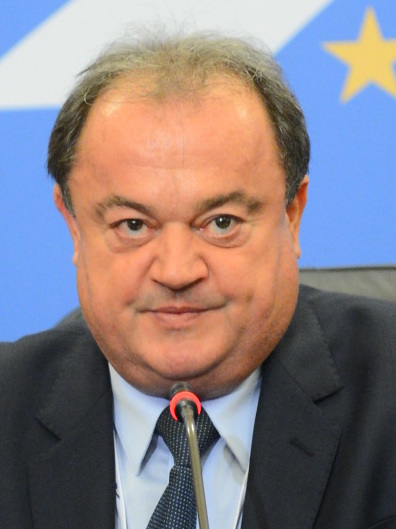
Vasile Blaga, eletto presidente del Partito Democratico Liberale nel 2012.

Indebolito, il partito partecipò alle elezioni amministrative del 2012 presentandosi individualmente o in numerose coalizioni locali con diversi partiti minori. Con la propria sigla non andò oltre il 15%, ottenendo la presidenza di un consiglio distrettuale (Alba), 498 posti di sindaco, 212 di consigliere distrettuale e 6.360 di consigliere locale. Le alleanze portarono al PDL circa l'8% in più e la presidenza del consiglio del distretto di Arad. Tra le città principali il PDL vinse solo a Cluj-Napoca, dove Emil Boc tornò a rivestire la funzione di sindaco, Arad e Brașov, con Gheorghe Falcă e George Scripcaru entrambi al loro terzo mandato consecutivo. A Bucarest il candidato del PDL Silviu Prigoană conseguì solo il 17%, 38 punti percentuali sotto quello dell'USL Sorin Oprescu. Tale proporzione si riflesse anche a livello nazionale, con un voto che premiava ampiamente l'USL.
Vista la sonora sconfitta, nel corso del collegio direttivo del 14 giugno 2012 l'intera dirigenza del partito rassegnò le proprie dimissioni, mentre una conferenza nazionale straordinaria fu convocata per il 30 giugno. Unico candidato, Vasile Blaga fu eletto alla presidenza con 1.197 voti favorevoli e 28 contrari. Il nuovo leader si assumeva la responsabilità di riorganizzare il PDL e costruire un autentico partito europeista di destra. Al suo fianco vennero confermati anche i nuovi quattro primi vicepresidenti Cezar Preda, Cristian Preda, Mihai Stănișoară e Dorin Florea e il segretario generale Gheorghe Flutur.

### Referendum ed elezioni parlamentari del 2012

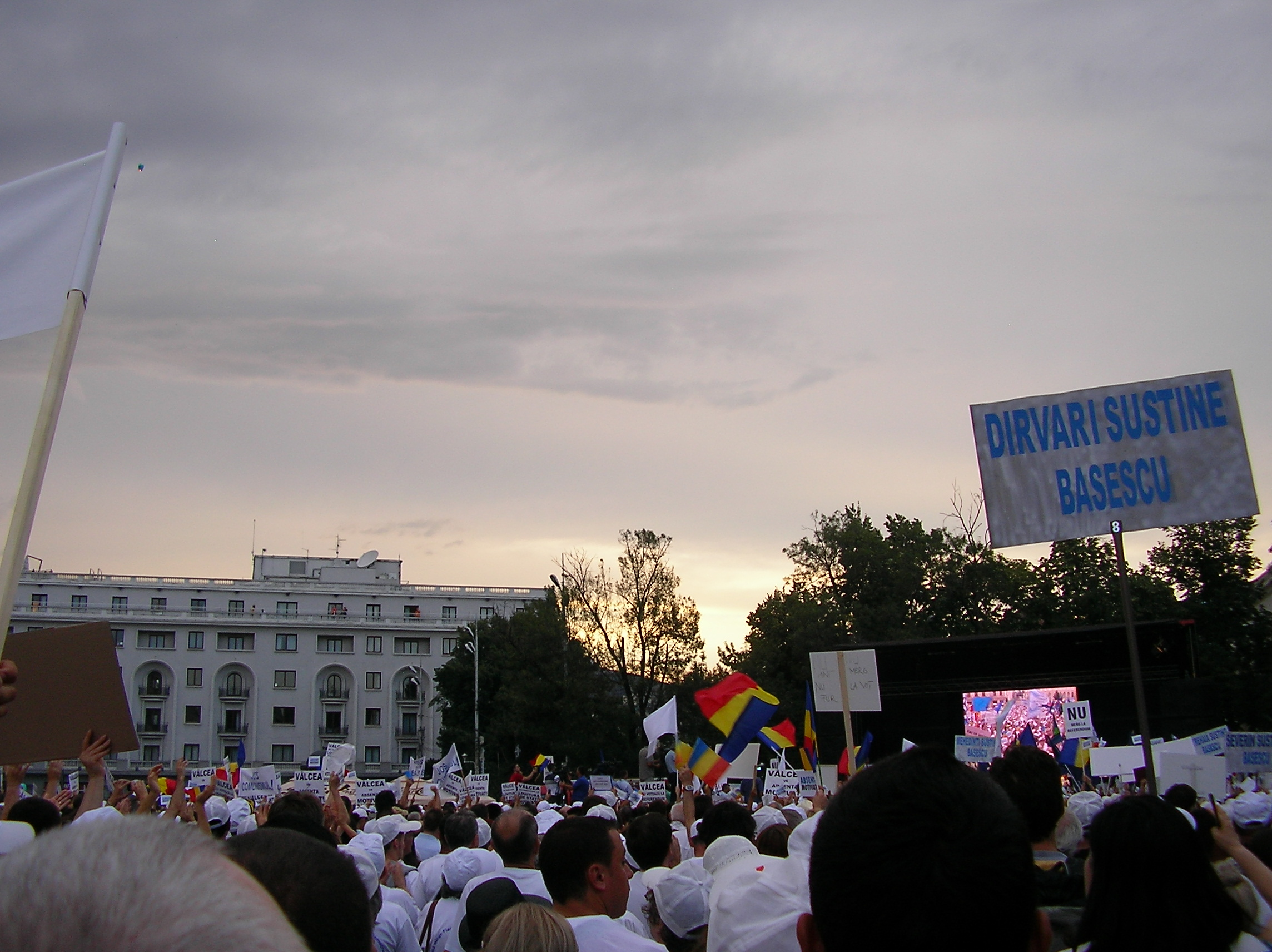
Manifestazione a sostegno di Traian Băsescu in Piața Revoluției a Bucarest il 26 luglio 2012, tre giorni prima del referendum per la destituzione del presidente della repubblica.

A meno di un mese dal tracollo delle elezioni locali il PDL, all'opposizione, si trovò a fronteggiare le iniziative della nuova maggioranza, intenzionata a risolvere drasticamente i conflitti con la presidenza della repubblica e con il suo partito. Il 3 luglio l'USL mise in pratica le procedure parlamentari per la destituzione del presidente del senato Vasile Blaga, di quello della camera Roberta Anastase e dell'avvocato del popolo Gheorghe Iancu (sostenuto dal PDL). Tutte e tre le posizioni furono assegnate, quindi, a rappresentanti dell'USL. Il PD-L, lamentando il colpo di mano, per voce dell'ex ministro della giustizia Monica Macovei gridò al colpo di stato.
Il 5 luglio l'USL presentò formalmente in parlamento un documento per la messa in stato d'accusa del presidente, giudicato colpevole di aver ripetutamente violato le norme costituzionali e di essersi arrogato illegalmente la conduzione delle istituzioni statali in nome della propria ideologia politica. La maggioranza rimproverò Băsescu di essere il diretto responsabile della maggior parte delle decisioni che avevano portato alla perdita di credibilità delle istituzioni negli ultimi anni, di aver aggravato la crisi economica e aver bloccato il funzionamento dello stato di diritto e della democrazia in Romania. Il 6 luglio le camere deliberarono la sospensione temporanea del presidente, in attesa di un referendum popolare che avrebbe dovuto ratificare la destituzione o, in alternativa, bocciare la proposta del parlamento. Al fianco dell'USL, votarono a favore anche UNPR e UDMR, che erano stati alleati del PD-L durante il precedente governo.
Il PDL fece un'ampia campagna per l'astensione al fine di non raggiungere il quorum del 50%+1 degli aventi diritto di voto. Il 29 luglio l'87,5% degli elettori si espresse in favore della destituzione di Băsescu, mentre l'11,1% optò per il suo rientro in funzione. L'affluenza, tuttavia, si fermò al 46% e i risultati non ebbero effetto. Il voto evidenziò il calo di popolarità di Băsescu che, pur mantenendo la posizione di capo di Stato, perse l'appoggio elettorale che aveva ottenuto nell'analogo referendum del 2007. In seno al PDL, inoltre, nacquero nuove correnti che si pronunciavano per la separazione del percorso politico di presidente della repubblica e partito.
Superata l'esperienza del referendum il 16 settembre 2012 il PDL firmò, insieme ai partner minori Forza Civica di Mihai Răzvan Ungureanu e Partito Nazionale Contadino Cristiano Democratico di Aurelian Pavelescu, il protocollo di creazione di un'alleanza elettorale nelle cui liste i tre partiti avrebbero concorso alle elezioni parlamentari del dicembre dello stesso anno. La coalizione, chiamata Alleanza Romania Giusta (ARD), fu sostenuta anche da un'ulteriore piccola forza di centro-destra, il partito Nuova Repubblica di Mihai Neamțu. Il PDL rimaneva in ogni caso il gruppo più rilevante dell'intera alleanza, poiché il 90% dei candidati proveniva dalle proprie file.
Il programma di governo, impostato soprattutto sulla riduzione delle tasse, però, non attrasse l'elettorato, che si orientò ancora una volta all'USL. Al voto del 9 dicembre il PDL ottenne il 16%, contro quasi il 60% delle forze di maggioranza, conseguendo 52 deputati e 22 senatori (sul totale di 56 deputati e 24 senatori della coalizione). L'ARD si sciolse subito dopo le elezioni. A causa del risultato negativo il 14 dicembre il primo vicepresidente Cristian Preda abbandonò il proprio incarico.

### La convenzione nazionale del 2013

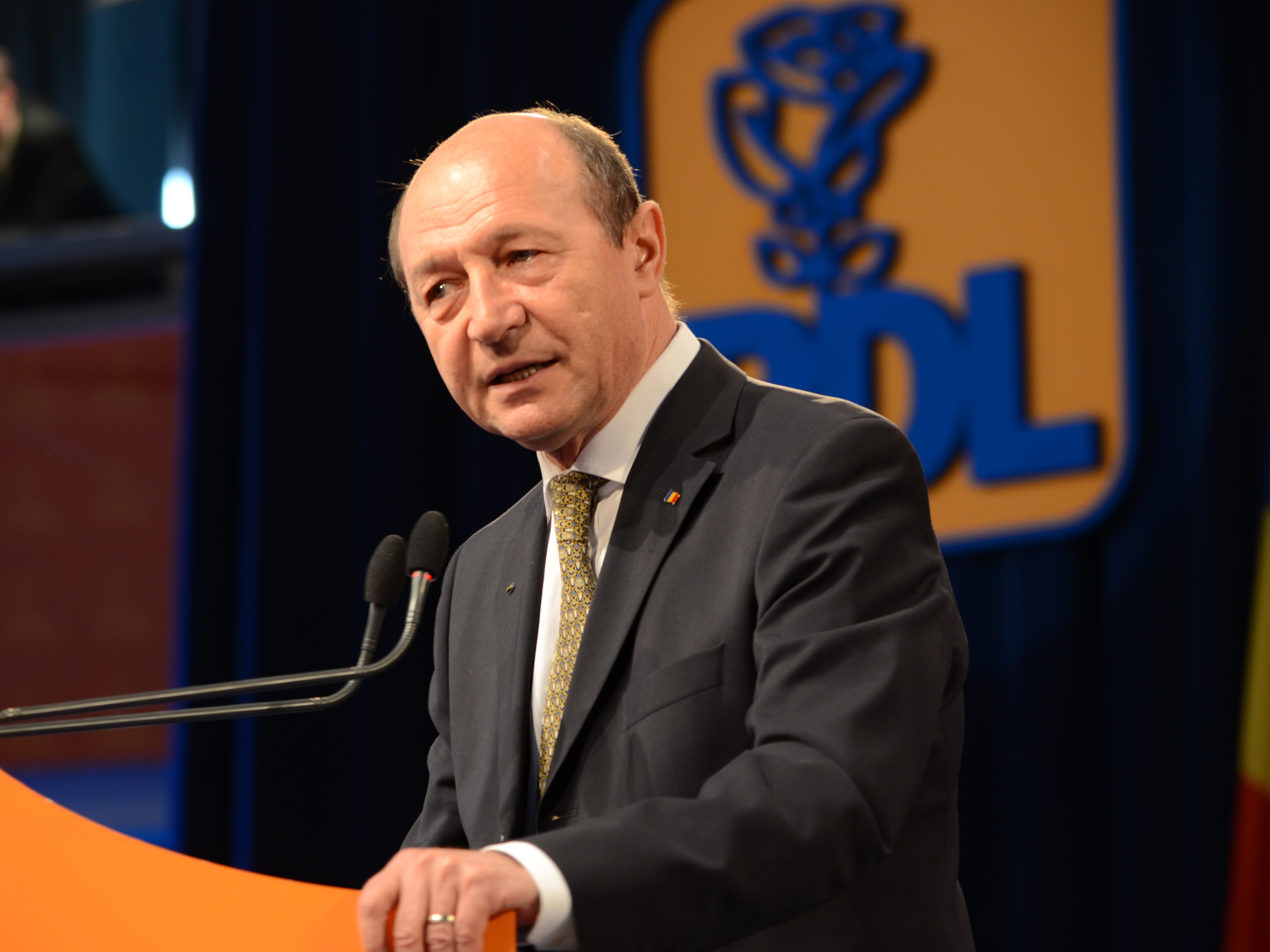
Traian Băsescu alla Convenzione nazionale del PDL del 23 marzo 2013.

Il 23 marzo 2013, nel corso di una nuova convenzione nazionale straordinaria, si consumò lo scontro tra la corrente fedele a Băsescu, rappresentata dal deputato Elena Udrea, e quella che desiderava una minore ingerenza da parte del capo di Stato, di cui il presidente Vasile Blaga costituiva il principale contendente. Una terza fazione, autodefinitasi "riformista" e guidata da Monica Macovei, si proponeva di trasformare il partito con l'introduzione di severi canoni etici. Nei mesi precedenti la convenzione Băsescu sostenne apertamente la candidatura della Udrea, considerata una delle sue più strette collaboratrici, spingendo lo stesso Blaga ad intervenire per sedare le tensioni e chiedere al capo di Stato di non intromettersi su questioni politiche interne.
La convenzione elesse la mozione presentata da Blaga «Romania giusta. Politica oltre gli slogan» («România Dreaptă. Politică dincolo de lozinci») con 2.344 voti contro il documento della Udrea «Il nuovo Partito Democratico Liberale. Una nuova Romania» («Noul Partid Democrat Liberal. O Nouă Romanie»), che ottenne 2.014 preferenze. Il programma della Macovei ne conseguì appena 209. La riconferma di Blaga, tuttavia, fu aspramente criticata dagli avversari. Elena Udrea chiese e ottenne il riconteggio dei voti e, alla fine, dichiarò di non riconoscerne la validità, denunciando l'esistenza di brogli volti a evitare la sua elezione. Nella stessa serata Băsescu rese noto il suo addio, affermando di non essere più disposto a sostenere il PDL, motivo per il quale si sarebbe occupato della costruzione di un nuovo progetto politico di destra. A tal proposito due giorni dopo il congresso il consigliere presidenziale Cristian Diaconescu fondò il Partito del Movimento Popolare (PMP), cui Băsescu si iscrisse ufficialmente nel 2015. La vittoria di Blaga comportò la decisione di rimanere all'opposizione dell'USL per tutta la legislatura e, in secondo luogo, la riapertura dei canali di dialogo con il PNL.
Il 6 aprile 2013 il consiglio nazionale di coordinamento elesse gli altri membri della dirigenza, principalmente uomini vicini a Blaga. I nuovi primi vicepresidenti furono Anca Boagiu (strategie politiche), Liviu Negoiță (comunicazione), Dorin Florea (politiche pubbliche) e Andreea Paul (politiche economiche), mentre Gheorghe Flutur venne riconfermato nel ruolo segretario generale. In totale l'ufficio permanente arrivò ad essere costituito da 48 membri. Nel luglio 2013 fu assegnato il titolo di primo vicepresidente anche all'ex ministro della giustizia Cătălin Predoiu, appena iscrittosi al partito.

### Elezioni europee del 2014

Carta raffigurante il partito più votato per ogni distretto in occasione delle elezioni europee del 2014. Il PDL fu il partito maggioritario solamente nel distretto di Alba.

Indebolito dai conflitti interni, il ruolo del PDL all'opposizione del governo Ponta II fu marginale. Pur in piena fase di ricostruzione, il partito non fu in grado di fermare il passaggio di propri parlamentari e membri al PMP. Allo stesso tempo si rifiutò di siglare alleanze con altre formazioni minori di centro-destra in vista delle elezioni europee del 2014, per via dello scarso successo di tale soluzione dimostrato nelle precedenti tornate elettorali.
La rottura della coalizione di governo con l'uscita dalla maggioranza del PNL all'inizio del 2014, tuttavia, aumentò le possibilità di trovare un accordo con i liberali. Nel maggio 2014 il PDL si dimostrò disponibile per trattative per la definizione di un candidato unico per il centro-destra da contrapporre a Victor Ponta (PSD) alle elezioni presidenziali dell'autunno dello stesso anno. Il voto europeo del 25 maggio, infatti, segnò il trionfo dei socialdemocratici (37%), mentre il PNL (15%) e il PDL (12%, equivalente a cinque seggi) delusero le aspettative. Il PMP conseguì il 6%. Insieme tutte le forze di centro-destra avevano ottenuto una percentuale inferiore al solo PSD.
Il risultato delle europee accelerò l'avvicinamento al PNL, al fine di creare un grande fronte di centro-destra anti-PSD. I negoziati ufficiali iniziarono nel mese di maggio.

### Fusione con il PNL
La convenzione nazionale convocata per il 26 luglio 2014 approvò da una parte l'assorbimento da parte del PDL del partito Forza Civica di Mihai Răzvan Ungureanu (che divenne nuovo primo vicepresidente insieme ad Andrei Chiliman) e, dall'altra, la ratifica del protocollo di fusione con il PNL. Nel corso della stessa giornata il congresso unificato PDL-PNL diede vita all'Alleanza Cristiano Liberale (Alianța Creștin Liberală, ACL), coalizione elettorale che avrebbe sostenuto il candidato comune a presidente della repubblica per le elezioni in programma a novembre. Il processo di fusione, non potendosi realizzare sul momento a causa delle imminenti elezioni, sarebbe stato formalizzato a partire dal 2015, anno in cui anche i rispettivi gruppi parlamentari sarebbero stati unificati. L'accordo prevedeva l'adozione del nome storico del PNL, di un nuovo simbolo e dell'inno già proprio del PDL «Verde di rugiada» (Verde înrourat). Al riguardo dell'alleanza Vasile Blaga dichiarò «oggi abbiamo firmato insieme il certificato di nascita del più grande partito di centro-destra», mentre il leader liberale Klaus Iohannis affermò «La fusione con il Partito Democratico Liberale non deve essere vista come una diluizione dell'identità liberale, bensì, al contrario, come un rafforzamento».
L'11 agosto 2014 la riunione dei gruppi dirigenti dei due partiti nominò ufficialmente Klaus Iohannis come candidato alla presidenza per l'ACL. Il leader del PNL fu preferito al primo vicepresidente del PD-L Cătălin Predoiu, che concorreva per la stessa funzione.
Al ballottaggio presidenziale del 16 novembre 2014 il candidato del centro-destra riuscì a superare a sorpresa quello del centro-sinistra Ponta con il 54% dei voti. Iohannis, quindi, divenne il successore di Băsescu nella funzione di capo di Stato. Subito dopo le elezioni Blaga annunciò lo scioglimento della coalizione ACL, ultimo atto prima dell'unione definitiva di tutte le strutture nel nuovo PNL, che fu ufficialmente iscritto al registro dei partiti politici nel 2015.

## Ideologia

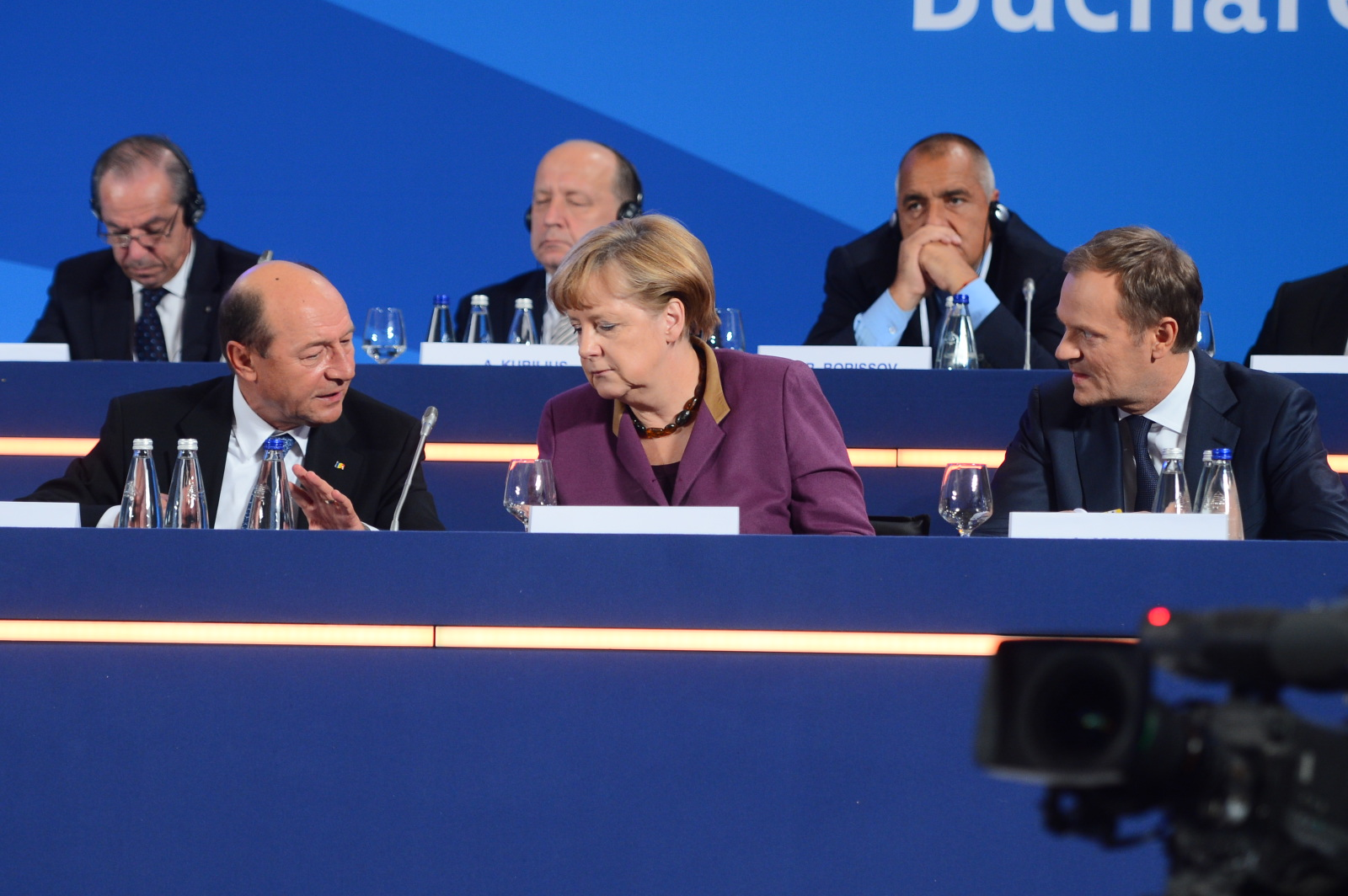
Traian Băsescu al fianco di Angela Merkel e Donald Tusk al XXI congresso del Partito Popolare Europeo, tenutosi a Bucarest tra il 17 e il 18 ottobre 2012.

Il partito rappresentava l'unione delle tendenze dottrinali proprie del Partito Democratico (PD), di ideologia popolare-conservatrice, nonché membro del Partito Popolare Europeo e dell'Internazionale Democratica Centrista, e quella del Partito Liberale Democratico (PLD), di origine liberale. Il PDL si definiva apertamente di centro-destra, un partito popolare rivolto a tutti i cittadini rumeni che condividevano i valori politici di matrice democratica di centro, liberale e cristiano-democratica. La definizione ideologica del PDL, tuttavia, fu tema di lungo dibattito, tra chi sosteneva la maggiore prevalenza del liberalismo e chi quella del cristianesimo democratico. Tra i suoi obiettivi principali figuravano la lotta alla corruzione, la difesa dello stato di diritto e la completa integrazione della Romania alle strutture dell'Unione europea.
Nonostante la proclamata chiarezza del proprio orientamento, il gruppo dipese fortemente dalla centralità della figura di Băsescu, che dettava in maniera pragmatica le sue linee d'azione politica, arrivando anche a scavalcare le attribuzioni del governo e delle strutture di partito. Il discorso politico di Băsescu fu vicino ad accenti populisti, con un continuo richiamo all'idea di "popolo" per delegittimare gli avversari e la classe politica parlamentare, ritenuta a priori corrotta ed antiriformista. Tale atteggiamento, ampiamente caldeggiato da larghe frange del PDL, fu sempre giustificato dalla presunta necessità di difendere gli interessi popolari contro la corruzione, i politici e i particolarismi economici. Si trattò, tuttavia, di un populismo scevro da appelli nazionalisti, in quanto la sua retorica era essenzialmente europeista e anticomunista. Il crollo di credibilità del governo PDL e della presidenza della repubblica, come risultato dell'inefficacia delle misure anticrisi, fu uno spartiacque che portò il partito a emanciparsi dall'influenza di Băsescu e, in ultima istanza, ad allinearsi alle politiche del PNL per la formazione di un grande polo di centro-destra.

## Convenzioni nazionali
- 14-15 maggio 2011
- 30 giugno 2012
- 23 marzo 2013
- 26 luglio 2014

## Struttura

### Presidente
| Presidente   | Periodo                           |
| ------------ | --------------------------------- |
| Emil Boc     | 15 dicembre 2007 - 14 giugno 2012 |
| Vasile Blaga | 30 giugno 2012 - 17 novembre 2014 |

### Primo vicepresidente
| Presidente             | Periodo                           |
| ---------------------- | --------------------------------- |
| Theodor Stolojan       | 15 dicembre 2007 - 15 maggio 2011 |
| Adriean Videanu        | 15 dicembre 2007 - 15 maggio 2011 |
| Sorin Frunzăverde      | 15 maggio 2011 - 27 marzo 2012    |
| Roberta Anastase       | 15 maggio 2011 - 14 giugno 2012   |
| Teodor Baconschi       | 15 maggio 2011 - 14 giugno 2012   |
| Gheorghe Flutur        | 15 maggio 2011 - 14 giugno 2012   |
| Cristian Preda         | 30 giugno 2012 - 14 dicembre 2012 |
| Cezar Preda            | 30 giugno 2012 - 6 aprile 2013    |
| Mihai Stănișoară       | 30 giugno 2012 - 6 aprile 2013    |
| Dorin Florea           | 30 giugno 2012 - 17 novembre 2014 |
| Anca Boagiu            | 6 aprile 2013 - 17 novembre 2014  |
| Liviu Negoiță          | 6 aprile 2013 - 17 novembre 2014  |
| Andreea Paul           | 6 aprile 2013 - 17 novembre 2014  |
| Cătălin Predoiu        | 6 luglio 2013 - 17 novembre 2014  |
| Mihai Răzvan Ungureanu | 26 luglio 2014 - 17 novembre 2014 |
| Andrei Chiliman        | 26 luglio 2014 - 17 novembre 2014 |

### Segretario generale
| Presidente      | Periodo                           |
| --------------- | --------------------------------- |
| Vasile Blaga    | 15 dicembre 2007 - 15 maggio 2011 |
| Ioan Oltean     | 15 maggio 2011 - 14 giugno 2012   |
| Gheorghe Flutur | 30 giugno 2012 - 17 novembre 2014 |

### Presidenti dei gruppi parlamentari

#### Camera dei deputati
| Legisl. | Capogruppo         | Periodo                       |
| ------- | ------------------ | ----------------------------- |
| V       | Cristian Rădulescu | Dicembre 2007 - Dicembre 2008 |
| VI      | Ioan Oltean        | Dicembre 2008                 |
| VI      | Mircea Nicu Toader | Dicembre 2008 - Dicembre 2012 |
| VII     | Mihai Stănișoară   | Dicembre 2012 - Marzo 2013    |
| VII     | Mircea Nicu Toader | Aprile 2013 - Febbraio 2014   |
| VII     | Tinel Gheorghe     | Febbraio 2014 - Febbraio 2015 |

#### Senato
| Legisl. | Capogruppo             | Periodo                       |
| ------- | ---------------------- | ----------------------------- |
| V       | Petru Nicolae Ioțcu    | Dicembre 2007 - Giugno 2008   |
| V       | Constantin Gheorghe    | Giugno 2008 - Dicembre 2008   |
| VI      | Traian Constantin Igaș | Dicembre 2008 - Ottobre 2010  |
| VI      | Cristian Rădulescu     | Ottobre 2010 - Dicembre 2012  |
| VII     | Cristian Rădulescu     | Dicembre 2012 - Febbraio 2014 |
| VII     | Dumitru Oprea          | Febbraio 2014 - Febbraio 2015 |

## Nelle istituzioni

### Presidenti della Repubblica
- Traian Băsescu (2007–2014)

### Primi ministri
- Emil Boc (2008–2012)

### Presidenti del Senato
- Vasile Blaga (2011–2012)

### Presidenti della Camera
- Roberta Anastase (2008–2012)

### Governi
- Governo Boc I (2008–2009)
- Governo Boc II (2009–2012)
- Governo Ungureanu (2012)

### Collocazione parlamentare
- Opposizione (2007–2008)

Governo Tăriceanu II
- Maggioranza (2008–2012)

Governo Boc I, Governo Boc II, Governo Ungureanu
- Opposizione (2012–2014)

Governo Ponta I, Governo Ponta II, Governo Ponta III

## Risultati elettorali
| Elezione          | Elezione     | Voti      | %     | Seggi     |
| ----------------- | ------------ | --------- | ----- | --------- |
| Parlamentari 2008 | Camera       | 2.228.860 | 32,36 | 115 / 334 |
| Parlamentari 2008 | Senato       | 2.312.358 | 33,57 | 51 / 137  |
| Europee 2009      | Europee 2009 | 1.438.000 | 29,71 | 10 / 33   |
| Parlamentari 2012 | Camera       | 1.219.973 | 16,52 | 52 / 412  |
| Parlamentari 2012 | Senato       | 1.236.144 | 16,72 | 22 / 176  |
| Europee 2014      | Europee 2014 | 680.853   | 12,23 | 5 / 32    |
| 1.                |              |           |       |           |

| Elezione           | Elezione | Candidato      | Voti      | %     | Esito       |
| ------------------ | -------- | -------------- | --------- | ----- | ----------- |
| Presidenziali 2009 | I turno  | Traian Băsescu | 3.153.640 | 32,44 | ✔️ Eletta/o |
| Presidenziali 2009 | II turno | Traian Băsescu | 5.275.808 | 50,33 | ✔️ Eletta/o |
| Presidenziali 2014 | I turno  | Klaus Iohannis | 2.881.406 | 30,37 | ✔️ Eletta/o |
| Presidenziali 2014 | II turno | Klaus Iohannis | 6.242.825 | 54,50 | ✔️ Eletta/o |
| 1.                 |          |                |           |       |             |